# أكيهيتو
أكيهيتو (明仁، ولد 23 ديسمبر 1933) هو إمبراطور اليابان الـ125 وفقا للترتيب التقليدي للخلافة في اليابان، الذي اعتلى عرش الأقحوان من 7 يناير 1989، عقب وفاة والده الإمبراطور شووا (هيروهيتو)، حتى تخليه عن العرش في 30 أبريل 2019 بسبب تقدم عمره وتدهور حالته الصحية. وبذلك يكون أول إمبراطور ياباني يتنازل عن العرش منذ قرابة 200 سنة. بعد تخليه عن العرش، أصبح يحمل لقب الإمبراطور الفخري ‏ لليابان. خلفه على العرش ابنه الأكبر، الإمبراطور ناروهيتو.

## الاسم
في اليابان، أثناء فترة حكمه، لم يُشر إلى الإمبراطور أبدًا باسمه الحقيقي، بل كان يشار إليه بلقب "صاحب الجلالة الإمبراطور" (天皇陛下 تينّو هيكا) والذي يمكن اختصاره صاحب الجلالة (陛下 هيكا) . في الكتابة، كان يشار إلى الإمبراطور رسميًا باسم "الإمبراطور الحاكم" (今上天皇 كينجو تينّو). عهد أكيهيتو الممتد بين 1989 و2019 يحمل اسم "هيسي" (平成)، ووفقًا للعرف، سيُسمّى أكيهيتو الإمبراطور هيسي (平成天皇 هيسي تينّو) بأمر من مجلس الوزراء بعد وفاته. وبعد تخليه عن العرش في 30 أبريل 2019، أصبح يحمل لقب حوكو (上皇)، اختصار لـ دايجو تينّو (太上天皇، إمبراطور فخري)، وبدأ العصر الجديد الذي اختير له اسم «رييوا» (令 和) عندما اعتلى ابنه ناروهيتو العرش في 1 مايو 2019.

## الحياة والعمل

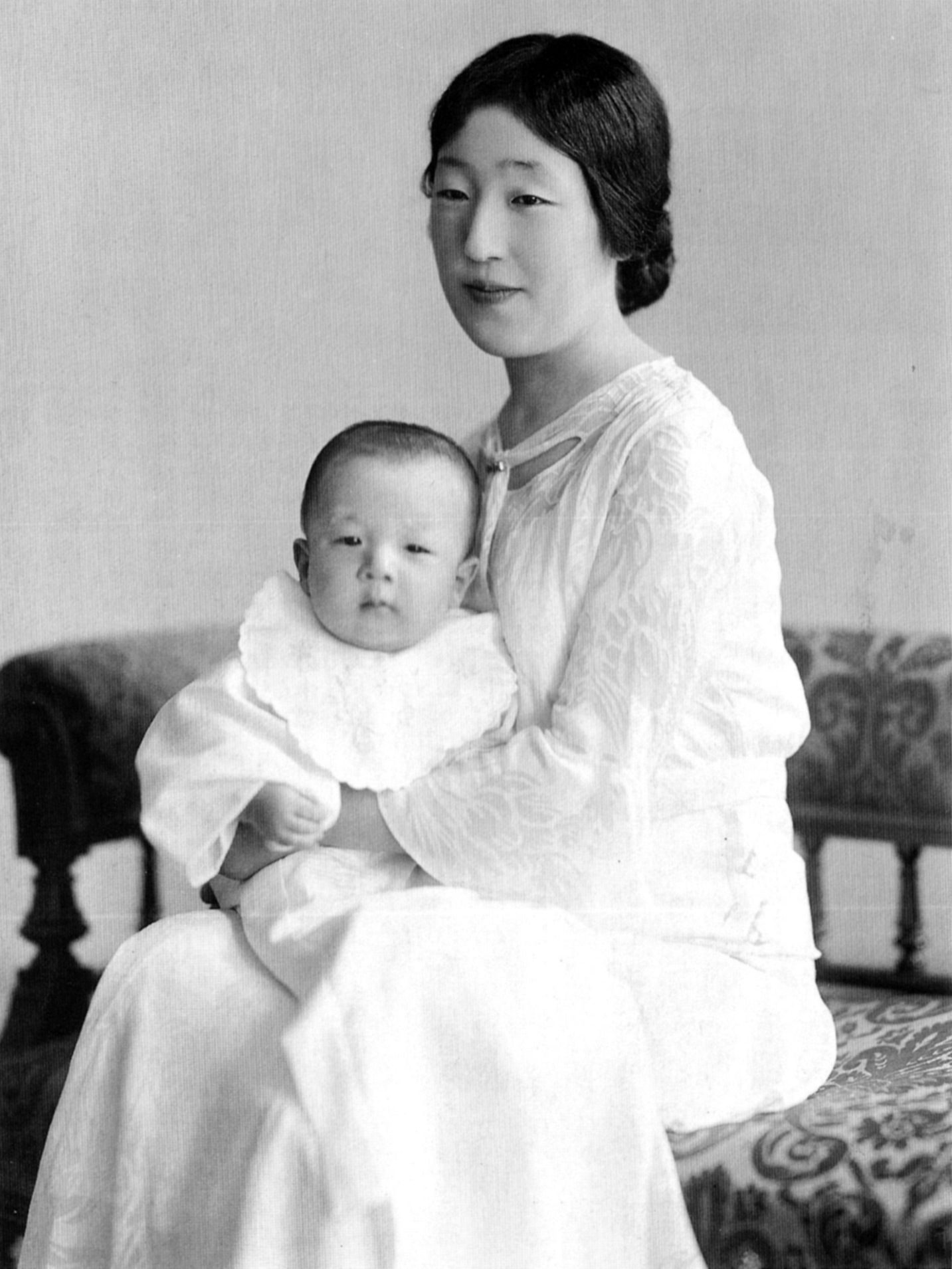
الإمبراطورة ناغاكو مع ابنها الأول، الأمير أكيهيتو، في عام 1934

وُلد أكيهيتو في قصر طوكيو الإمبراطوري في طوكيو باليابان، وهو الابن الأكبر والطفل الخامس للإمبراطور شوى (هيروهيتو) والإمبراطورة كوجون (ناغاكو). حاملا لقب الأمير تسوجو (継宮 تسوجو-نو-مِيا) عندما كان طفلاً، نشأ وترعرع على يد أساتذته الخاصين، ثم التحق بالمدارس الابتدائية والثانوية في مدرسة الأقران (Gakushūin) من 1940 إلى 1952. على عكس أسلافه في العائلة الإمبراطورية، لم يلتحق كضابط في الجيش، بناءً على طلب والده هيروهيتو.
أثناء غارات القصف الأمريكي على طوكيو في مارس عام 1945، تم إجلاء أكيهيتو وشقيقه الأصغر الأمير ماساهيتو من المدينة. خلال الاحتلال الأمريكي لليابان بعد الحرب العالمية الثانية، تم تعليم الأمير أكيهيتو اللغة الإنجليزية والأخلاق الغربية من قبل إليزابيث جراي فينينج. درس لفترة وجيزة في قسم العلوم السياسية في جامعة غاكوشوين في طوكيو، على الرغم من أنه لم يحصل على شهادة.
كان أكيهيتو وريثًا لعرش الأقحوان منذ لحظة ولادته. حفل تقلّد منصب ولي العهد (立太子礼 ريتّايشي-نو-ري) الرسمي عُقد في قصر طوكيو الإمبراطوري في 10 نوفمبر 1952. في يونيو 1953، مثل أكيهيتو اليابان في تتويج الملكة إليزابيث الثانية في لندن.
قام ولي العهد أكيهيتو وزوجته الأميرة ميتشيكو بزيارات رسمية إلى سبعة وثلاثين دولة. كأمير إمبراطوري، شبّه أكيهيتو دور الملوك اليابانيين بالروبوت. أعرب عن رغبته في المساعدة في تقريب العائلة الإمبراطورية من شعب اليابان.
بعد وفاة الإمبراطور هيروهيتو في 7 يناير 1989، صعد أكيهيتو إلى العرش،  مع حفل التنصيب الذي عقد  في 12 نوفمبر 1990. في عام 1998، خلال زيارة رسمية إلى المملكة المتحدة، تم تكريمه بوسام المملكة المتحدة فرسان الرباط.
في 23 ديسمبر 2001، خلال اجتماعه السنوي في عيد ميلاده مع المراسلين، أشار الإمبراطور، رداً على سؤال أحد المراسلين حول التوترات مع كوريا، إلى أنه شعر بصلة قرابة مع الكوريين وعلل ذلك بأنه في كتاب شوكو نيهونغي، والدة الإمبراطور كامّو ‏ (736-806) تجمعها صلة قرابة بموريونغ الكوري، ملك بايكتشي، وهي حقيقة كانت تعتبر من الممنوعات.
خضع الإمبراطور أكيهيتو لعملية جراحية لسرطان البروستاتا في 14 يناير 2003.
استجابةً لزلزال توهوكو وتسونامي 2011 وأزمة فوكوشيما النووية، قام الإمبراطور بظهور متلفز تاريخي  حث فيه شعبه على عدم التخلي عن الأمل ومساعدة بعضهم البعض. قام الإمبراطور والإمبراطورة أيضًا بزيارة يوم الأربعاء، 30 مارس 2011 إلى ملجأ مؤقت لإيواء اللاجئين من الكارثة، من أجل إلهام الأمل في الناس. هذا النوع من الأحداث نادر للغاية، على الرغم من أنه يتماشى مع محاولات الإمبراطور لتقريب العائلة الإمبراطورية من الناس. في وقت لاحق من عام 2011 تم نقله إلى المستشفى معانيا من الالتهاب الرئوي. في فبراير 2012، أُعلن أن الإمبراطور سيخضع لفحص شرايين القلب. خضع لعملية جراحية ناجحة في القلب في 18 فبراير 2012.

## الزواج والعائلة

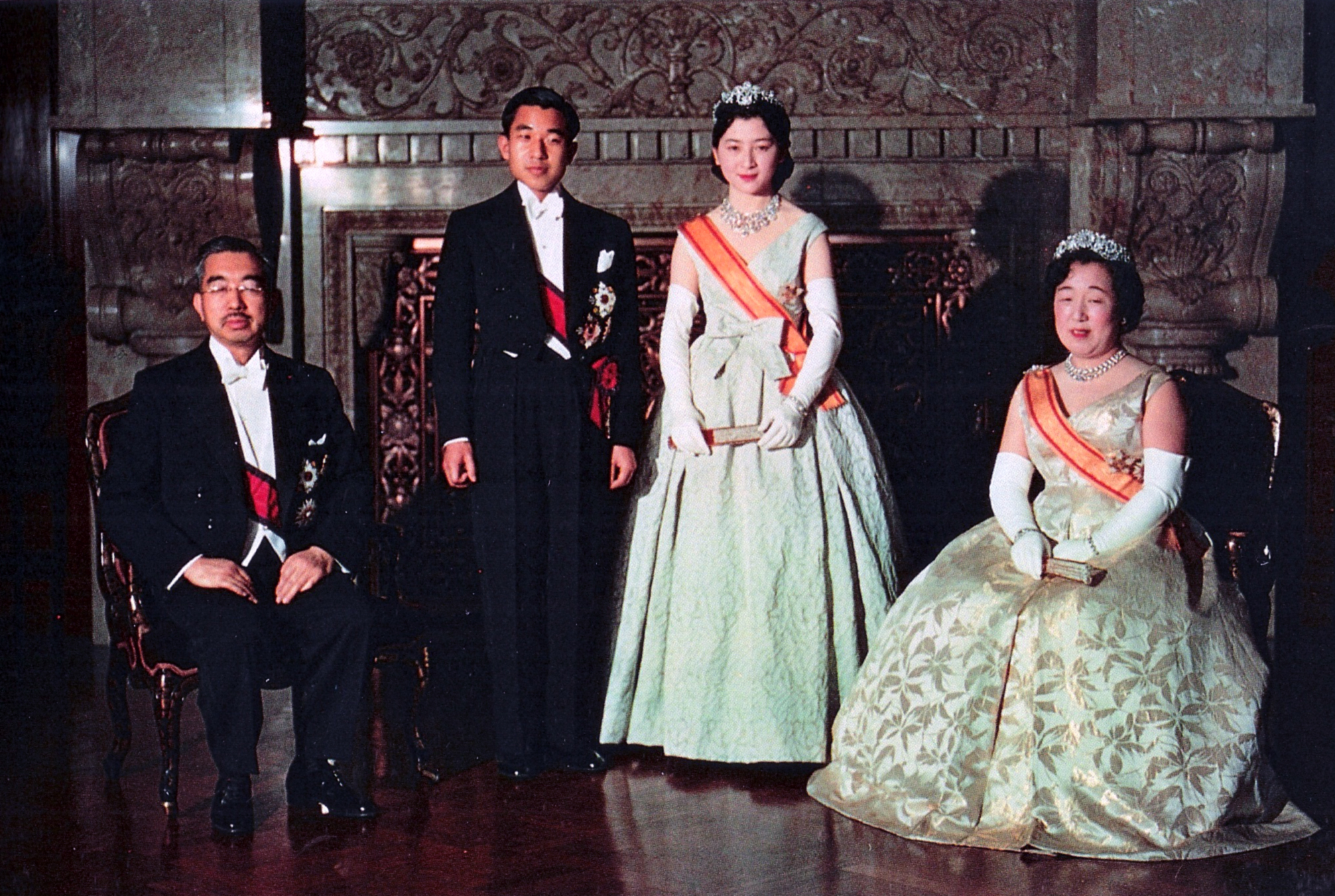
ولي العهد (عندها) أكيهيتو في يوم زفافه، 10 أبريل 1959

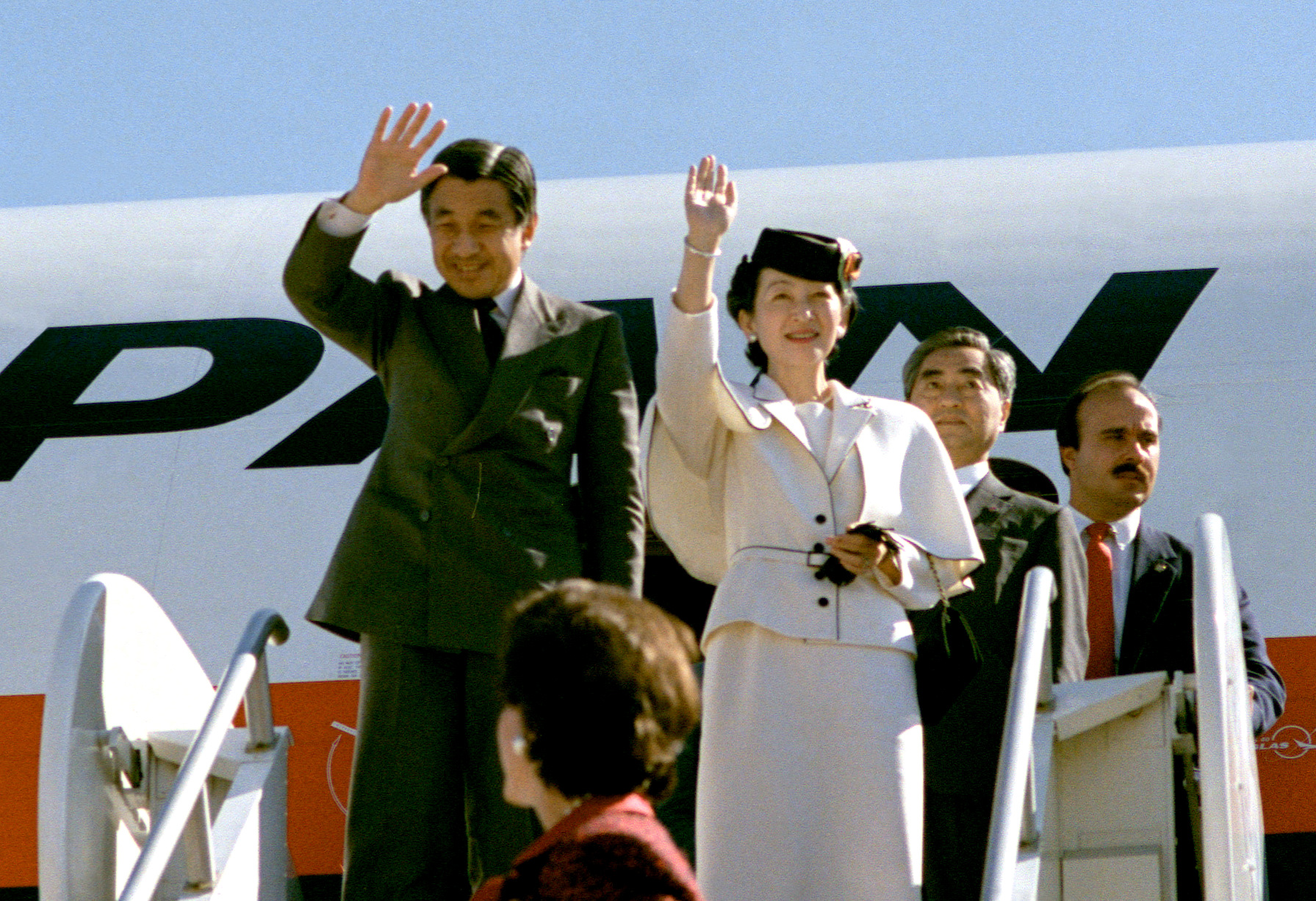
1987 (شووا 62)، آخر زيارة أجنبية كولي للعهد (أمريكا)

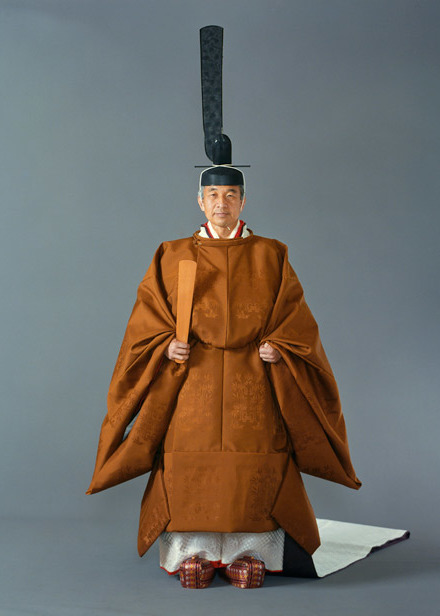
ارتدى الإمبراطور أكيهيتو السوكوتاي في حفل التنصيب في نوفمبر 1990

في أغسطس 1957، قابل ميتشيكو شيدا  في ملعب تنس في كارويزاوا بالقرب من ناغانو. وافق المجلس الإمبراطوري للأسرة ‏ رسميًا على خطبة ولي العهد مع ميشيكو شيدا في 27 نوفمبر 1958. في ذلك الوقت، قدمت وسائل الإعلام لقاءهما باعتباره «قصة خيالية» حقيقية،  أو «قصة رومانسية في ملعب التنس». كانت هذه هي المرة الأولى التي يتزوج فيها أحد عامة الناس من العائلة الإمبراطورية، محطماً أكثر من 2600 عام من التقاليد. أقيم حفل الخطوبة في 14 يناير 1959، والزواج في 10 أبريل 1959.
أنجب الإمبراطور والإمبراطورة ثلاثة أطفال: أبناء ناروهيتو، ولي عهد اليابان (من مواليد 23 فبراير 1960) وفوميهيتو، أمير أكيشينو (من مواليد 30 نوفمبر 1965) وابنتهما السيدة ساياكو كورودا (مواليد 18 أبريل 1969).
الإعلان عن زواج ولي العهد -آنذاك- أكيهيتو من السيدة -آنذاك- ميتشيكو شيدا واجه معارضة من الجماعات التقليدية، لأن شيدا أتت من عائلة كاثوليكية. على الرغم من أن شيدا لم تُعمّد أبدًا، فقد تم تعليمها في المدارس الكاثوليكية ويبدو أنها تحمل إيمان والديها. تكهنت الشائعات أيضا بأن الإمبراطورة كوجون عارضت الخطوبة. بعد وفاة الإمبراطورة كوجون في عام 2000، ذكرت رويترز أنها كانت واحدة من أقوى المعارضين لزواج ابنها، وأنها في ستينيات القرن الماضي، دفعت زوجة ابنها وأحفادها إلى الاكتئاب من خلال اتهامها لها باستمرار بعدم مناسبتها لابنها.

## وظائفه الرسمية
وفقًا لدستور اليابان، أكيهيتو هو «رمز الدولة ووحدة الشعب». على عكس الملوك الدستوريين الآخرين، يتم تعريف وظيفته على أنها تمثيلية تمامًا ومراسمية بطبيعتها، حتى بدون دور اسمي في الحكومة. يقتصر على التصرف في شؤون الدولة على النحو المحدد في الدستور، وحتى في تلك المسائل، فهو ملزم بمتطلبات الدستور والمشورة الملزمة لمجلس الوزراء. على سبيل المثال، أثناء تعيينه رسميًا لرئيس الوزراء، فإنه ملزم بتعيين الشخص المعين من قبل البرلمان، دون أن يكون لديه خيار لرفض التعيين.
على الرغم من أنه مقيد بشكل صارم بموقفه الدستوري، فقد أصدر أيضًا العديد من التصريحات واسعة النطاق عن ندمه للبلدان الآسيوية، بسبب معاناتهم في ظل الاحتلال الياباني، بدءًا من تعبير عن ندمه للصين في أبريل عام 1989، بعد ثلاثة أشهر من موت أبيه، هيروهيتو.
في يونيو 2005، زار الإمبراطور جزيرة سايبان (جزء من جزر ماريانا الشمالية، وهي أرض أمريكية)،  موقع معركة في الحرب العالمية الثانية في الفترة من 15 يونيو إلى 9 يوليو 1944 (المعروفة باسم معركة سايبان). برفقة الإمبراطورة ميشيكو، قدم الصلوات والزهور في العديد من النصب التذكارية، ولم يكرم اليابانيين الذين ماتوا فحسب، ولكن أيضًا الجنود الأمريكيين والعمال الكوريين وسكان الجزر المحليين. كانت هذه أول رحلة يقوم بها ملك ياباني إلى ساحة معركة للحرب العالمية الثانية في الخارج. لقيت رحلة سايبان تقديرا كبيرا من الشعب الياباني، وكذلك زيارات الإمبراطور إلى النصب التذكارية للحرب في طوكيو وهيروشيما وناغازاكي وأوكيناوا في عام 1995.
منذ أن تولى العرش، بذل أكيهيتو جهدًا لتقريب العائلة الإمبراطورية من الشعب الياباني. قام هو وميشيكو بزيارات رسمية إلى ثمانية عشر دولة وإلى جميع المحافظات اليابانية السبع والأربعين.

## الخلافة
في 6 سبتمبر 2006، احتفل الإمبراطور بمولد حفيده الأول، الأمير هيساهيتو، الطفل الثالث لابن الإمبراطور الأصغر. الأمير هيساهيتو هو أول وريث ذكر وُلد لعائلة إمبراطورية يابانية منذ 41 عامًا (منذ والده الأمير أكيشينو) ويمكنه تجنب أزمة خلافة محتملة ‏ حيث أن ابن الإمبراطور الأكبر، ولي العهد الأمير ناروهيتو، لديه ابنة واحدة فقط، وهي الأميرة إيكو. بموجب قانون الخلافة المقتصر على الذكور فقط في اليابان، فإن الأميرة إيكو غير مؤهلة للعرش. قد تعني ولادة الأمير هيساهيتو أن التغييرات المقترحة على القانون للسماح لأيكو بالصعود إلى عرش الأقحوان لن تمر بعد تأجيلها مؤقتًا عقب إعلان الحمل الثالث للأميرة كيكو في فبراير 2006. انتقد مؤيدو التغييرات القانون الحالي لأنه فرض عبئا على عدد قليل من الرجال الذين بلغت أعمارهم الشيخوخة والذين بالكاد يؤدون المهام الملكية، كما غادرت الإناث الأسرة.

### التخلي عن العرش
في 13 يوليو 2016، ذكرت هيئة الإذاعة الوطنية NHK أن الإمبراطور يعتزم التنازل عن العرش لصالح ابنه الأكبر ولي العهد الأمير ناروهيتو في غضون بضع سنوات، معللا ذلك بتقدم عمره. لم يحدث تنازل في العائلة الإمبراطورية منذ الإمبراطور كوكاكو في عام 1817. ومع ذلك، نفى كبار المسؤولين في وكالة الأسرة الإمبراطورية أن يكون هناك أية خطة رسمية للملك للتنازل عن العرش. تطلب تنازل الإمبراطور عن العرش تعديلاً على قانون الأسرة الإمبراطوري ‏، والذي لم يتضمن أحكامًا لمثل هذه الخطوة. في 8 أغسطس 2016، ألقى الإمبراطور خطابا متلفزًا نادرًا، حيث أكد على تقدمه في العمر وتدهور حالته الصحية؛ تم تفسير هذا العنوان على أنه ينطوي على نيته التنازل عن العرش.
في 19 أيار (مايو) 2017، أصدر مجلس الوزراء للحكومة اليابانية مشروع القانون الذي سيسمح لأكيهيتو بالتنازل عن العرش. في 8 يونيو 2017، أقر البرلمان الوطني مشروع قانون لمرة واحدة يسمح لأكيهيتو بالتنازل عن العرش، وللحكومة للبدء في ترتيب عملية تسليم المنصب إلى ولي العهد الأمير ناروهيتو. أعلنت الحكومة اليابانية في ديسمبر 2017 أن أكيهيتو سيتنازل عن العرش في 30 أبريل 2019. وقد أعلن تنازله عن العرش في اليوم المذكور في مراسم أقيمت في مكان مقدس داخل ساحات القصر الإمبراطوري، مقدّمًا شكره للشعب.

## البحوث السمكية
امتدادًا لاهتمام والده بالبيولوجيا البحرية، يعد الإمبراطور باحثًا متخصصًا في علم الأسماك، وقد تخصص في الدراسات في تصنيف عائلة غوبييداي. وقد كتب ورقات للمجلات العلمية مثل جين والمجلة اليابانية لعلم الأسماك. وقد كتب أيضًا ورقات بحثية حول تاريخ العلوم خلال عصر إيدو وميجي، والتي نشرت في مجلة العلوم  ومجلة الطبيعة. في عام 2005، تم تسمية غوبي موصوف حديثًا باسم إكزيرياس أكيهيتو ‏ على شرفه، وفي عام 2007 سمي جنس أكيهيتو. من الغوبيات الأصلية لجزر المحيط الهادئ على اسمه.
- عضو في الجمعية السمكية اليابانية
- عضو أجنبي في جمعية لينيان في لندن (1980)
- عضو فخري في جمعية لينيان في لندن (1986)
- باحث مشارك في المتحف الأسترالي
- عضو فخري في جمعية علم الحيوان بلندن (1992)
- عضو فخري في معهد بحوث العلوم الطبيعية في الأرجنتين (1997)
- شهادة فخرية من جامعة أوبسالا (2007)

## الألقاب والأوسمة والتكريمات الشرفية

الشعار الامبراطوري

### الألقاب والمخاطبة
- 23 ديسمبر 1933 - 10 نوفمبر 1952: صاحب السمو الإمبراطوري الأمير تسوغو
- 10 نوفمبر 1952 - 7 يناير 1989: صاحب السمو الامبراطوري ولي العهد
- 7 يناير 1989 - 30 أبريل 2019: صاحب الجلالة الإمبراطورية الإمبراطور
- 1 مايو 2019 – حتى الآن: صاحب الجلالة الإمبراطور الفخري (جوكو)

### الأوسمة

#### الأوسمة الوطنية
- الطوق الأسمى نيشان الأقحوان
- الطوق الأسمى لوسام الشمس المشرقة مع أزهار بولونيا الطوق الأسمى لوسام الكنز المقدس  [لغات أخرى]‏
- وسام الثقافة
- ميدالية الاستحقاق الذهبي من الصليب الأحمر الياباني
- الميدالية الذهبية كعضو شرفي للصليب الأحمر الياباني

#### الأوسمة الأجنبية
| الدولة                        | الوسام |
| ----------------------------- | --- |
| أفغانستان                     | Order of the Supreme Sun |
| النمسا                        | Decoration for Services to the Republic of Austria, Grand Star |
| البحرين                       | Order of al-Khalifa, Collar |
| بلجيكا                        | وسام ليوبولد، Grand Cordon |
| بوتسوانا                      | Presidential Order |
| البرازيل                      | Order of the Southern Cross, Grand Collar |
| كمبوديا                       | Royal Order of Cambodia, Grand Cross |
| الكاميرون                     | Order of Valour, Grand Cordon |
| تشيلي                         | Order of the Merit of Chile, Grand Collar |
| كولومبيا                      | وسام بوياكا، Grand Collar |
| ساحل العاج                    | National Order of the Ivory Coast, Grand Cordon |
| التشيك                        | Order of the White Lion, 1st Class (Civil Division) with Collar Chain |
| الدنمارك                      | Order of the Elephant (8 August 1953) |
| مصر                           | قلادة النيل العظمى، Grand Collar |
| إستونيا                       | Order of the Cross of Terra Mariana, The Collar of the Cross |
| إثيوبيا                       | Order of Solomon, Grand Collar |
| فنلندا                        | Order of the White Rose, Grand Cross with Collar |
| فرنسا                         | وسام جوقة الشرف، Grand Cross |
| غامبيا                        | Order of the Republic of the Gambia, Grand Commander |
| ألمانيا                       | وسام استحقاق جمهورية ألمانيا الاتحادية، Grand Cross, Special Class |
| اليونان                       | Order of the Redeemer, Grand Cross |
| المجر                         | Order of Merit of the Republic of Hungary, Grand Cross with Chain |
| آيسلندا                       | Order of the Falcon, Grand Cross with Collar |
| إندونيسيا                     | Star of Adipurna, 1st Class |
| أيرلندا                       | Freedom of the City of Dublin, awarded by Lord Mayor of Dublin |
| إيطاليا                       | وسام استحقاق الجمهورية الإيطالية، Grand Cross with Cordon |
| الأردن                        | وسام الحسين بن علي، Collar |
| كازاخستان                     | Order of the Golden Eagle |
| كينيا                         | Order of the Golden Heart |
| الكويت                        | قلادة مبارك الكبير، Collar |
| لاتفيا                        | Order of the Three Stars, Commander Grand Cross with Chain |
| ليبيريا                       | Order of the Star of Africa, Knight Grand Band Order of the Pioneers of Liberia, Grand Cordon |
| ليتوانيا                      | Order of Vytautas the Great, the Great Grand Cross with Collar |
| لوكسمبورغ                     | Order of the Gold Lion of the House of Nassau, Knight |
| مالاوي                        | Order of the Lion, Grand Commander |
| ماليزيا                       | Honorary Recipient of the Order of the Crown of the Realm |
| مالي                          | National Order of Mali, Grand Cordon |
| المكسيك                       | Order of the Aztec Eagle, Grand Collar |
| المغرب                        | Order of Muhammad, Grand Collar |
| نيبال                         | Order of Ojaswi Rajanya, Member (19 April 1960) King Birendra Coronation Medal (24 February 1975) |
| هولندا                        | Order of the Netherlands Lion, Knight Grand Cross |
| نيجيريا                       | Order of the Federal Republic, Grand Commander |
| النرويج                       | Royal Norwegian Order of St. Olav, Grand Cross with Collar |
| عمان                          | Order of Oman, First Class |
| باكستان                       | Nishan-e-Pakistan, 1st Class |
| بنما                          | Order of Manuel Amador Guerrero, Gold Collar |
| بيرو                          | وسام الشمس، Grand Cross in Brilliants |
| الفلبين                       | Philippine Legion of Honor, Chief Commander Order of Sikatuna, Rank of Raja Order of Lakandula, Grand Collar |
| بولندا                        | Order of the White Eagle |
| البرتغال                      | Order of Saint James of the Sword, Grand Collar (2 December 1993) Order of Prince Henry, Grand Collar (12 May 1998) |
| قطر                           | Collar of Independence |
| السعودية                      | Badr Chain |
| السنغال                       | Order of the Lion, Collar |
| جنوب أفريقيا                  | Order of Good Hope, Grand Cross in Gold (4 July 1995) |
| إسبانيا                       | Order of the Golden Fleece, Knight Order of Charles III, Grand Cross Order of Charles III, Collar |
| السويد                        | Royal Order of the Seraphim, Knight with Collar |
| تايلاند                       | The Most Auspicious Order of the Rajamitrabhorn The Most Illustrious Order of the Royal House of Chakri Commemorative Medal on the Occasion of the 60th Anniversary of the Accession to the Throne of H.M. King Bhumibol Adulyadej |
| أوكرانيا                      | Order of Prince Yaroslav the Wise, First Class |
| الإمارات                      | Collar of the Federation |
| المملكة المتحدة               | Stranger Knight of فرسان الرباط (985th member; 1998) Honorary Knight Grand Cross of the Royal Victorian Order (1953) Queen Elizabeth II Coronation Medal (2 June 1953)                                                             |
| جمهورية يوغوسلافيا الاتحادية* | Order of the Yugoslav Star |
| زائير*                        | National Order of the Leopard, Grand Cordon |

جوائز أخرى
- وسام الملك تشارلز الثاني من الجمعية الملكية
- جائزة الدراج الذهبية  [لغات أخرى]‏ لجمعية الكشافة اليابانية (1971) [71]

### الدروع

الخاتم الإمبراطوري
الحاتم الامبراطوري
درع فارس الرباط
درع فرسان الصوف الذهبي

## الزيارات الخارجية
يتضمن الجدول التالي الزيارات الرسمية التي قام بها الإمبراطور أكيهيتو، إلى جانب الإمبراطورة ميتشيكو، بعد اعتلائه العرش في 7 يناير 1989. تشمل القائمة جميع الزيارات التي تمت حتى 31 ديسمبر 2017. على الرغم من أن الإمبراطورة ميشيكو قامت بزيارتين رسميتين بمفردها، في عام 2002 (إلى  سويسرا) و2014 (إلى  بلجيكا)، لم تشمل الإمبراطور ولم يتم تضمينها في هذا الجدول.
| رقم | التاريخ                      | البلد                                              | الغرض |
| --- | ---------------------------- | -------------------------------------------------- | --- |
| 1   | 26 سبتمبر – 6 أكتوبر (1991)  | تايلاند، ماليزيا, إندونيسيا                        | "لرعاية العلاقات الودية بدعوة من تايلاند وماليزيا وإندونيسيا" |
| 2   | 23 أكتوبر – 28 أكتوبر (1992) | الصين                                              | "لرعاية العلاقات الودية بدعوة من الصين" |
| 3   | 6 أغسطس – 9 أغسطس (1993)     | بلجيكا                                             | "لحضور مراسم جنازة الملك بودوان ملك بلجيكا" |
| 4   | 3 سبتمبر – 19 سبتمبر (1993)  | إيطاليا، بلجيكا، ألمانيا                           | "لرعاية العلاقات الودية بدعوة من إيطاليا وبلجيكا وألمانيا (زيارة لـ مدينة الفاتيكان)"                                                                                           |
| 5   | 10 يونيو – 26 يونيو (1994)   | الولايات المتحدة                                   | "لرعاية العلاقات الودية بدعوة من الولايات المتحدة" |
| 6   | 2 أكتوبر – 14 أكتوبر (1994)  | فرنسا، إسبانيا                                     | "لرعاية العلاقات الودية بدعوة من فرنسا وإسبانيا" |
| 7   | 30 مايو – 13 يونيو (1997)    | البرازيل، الأرجنتين                                | "لرعاية العلاقات الودية بدعوة من البرازيل والأرجنتين" |
| 8   | 23 مايو – 5 يونيو (1998)     | المملكة المتحدة، الدنمارك                          | "لرعاية العلاقات الودية بدعوة من |
| 9   | 20 مايو – 1 يونيو (2000)     | هولندا، السويد                                     | "لرعاية العلاقات الودية بدعوة من هولندا والسويد" |
| 10  | 6 يوليو – 20 يوليو (2002)    | جمهورية التشيك، بولندا، المجر                      | "لرعاية العلاقات الودية بدعوة من جمهورية التشيك وبولندا والمجر" |
| 11  | 7 مايو – 14 مايو (2005)      | النرويج                                            | "لرعاية العلاقات الودية بدعوة من النرويج" |
| 12  | 27 يونيو – 28 يونيو (2005)   | الولايات المتحدة                                   | "لتذكر أولئك الذين قضوا في الحرب والصلاة من أجل سلام عالمي في الذكرى الستين بعد نهاية الحرب"                                                                                    |
| 13  | 8 June – 15 June (2006)      | سنغافورة، تايلاند                                  | "للاحتفال بالذكرى الأربعين لبدء العلاقات الدبلوماسية بدعوة من سنغافورة ولحضور احتفالات الذكرى الستين لصعود "الملك بوميبول أدولياديج لعرش تايلاند"                               |
| 14  | 21 مايو – 30 مايو (2007)     | السويد, إستونيا، لاتفيا، ليتوانيا, المملكة المتحدة | "لتخليد الحضور كعضو فخري في مجتمع لينيان في الذكرى الثلاث مئة لميلاد كارلوس لينيوس بدعوة من السويد والمملكة المتحدة ولرعاية العلاقات الودية بدعوة من إستونيا ولاتفيا وليتوانيا" |
| 15  | 3 يوليو – 17 يوليو (2009)    | كندا, الولايات المتحدة                             | "لرعاية العلاقات الودية بدعوة من كندا، وللاحتفال بمناسبة الذكرى الخمسين لمؤسسة منح ولي العهد أكيهيتو (زيارة لهاواي)"                                                            |
| 16  | 16 مايو – 20 مايو (2012)     | المملكة المتحدة                                    | "لحضور مأدبة غداء بمناسبة اليوبيل الماسي للملكة إليزابيث الثانية بدعوة من الملكة إليزابيث الثانية"                                                                              |
| 17  | 30 نوفمبر – 6 ديسمبر (2013)  | الهند                                              | "لرعاية العلاقات الودية بدعوة من الهند" |
| 18  | 8 أبريل – 9 أبريل (2015)     | بالاو                                              | "لتذكر أولئك الذين قضوا في الحرب ولرعاية النوايا الحسنة الدولية في الذكرى السبعين بعد نهاية الحرب"                                                                              |
| 19  | 26 يناير – 30 يناير (2016)   | الفلبين                                            | "لرعاية العلاقات الودية بمناسبة الذكرى الستين لتطبيع العلاقات الدبلوماسية بدعوة من الفلبين"                                                                                     |
| 20  | 28 فبراير – 6 مارس (2017)    | فيتنام                                             | "لرعاية العلاقات الودية بدعوة من فيتنام" |

## الذرية

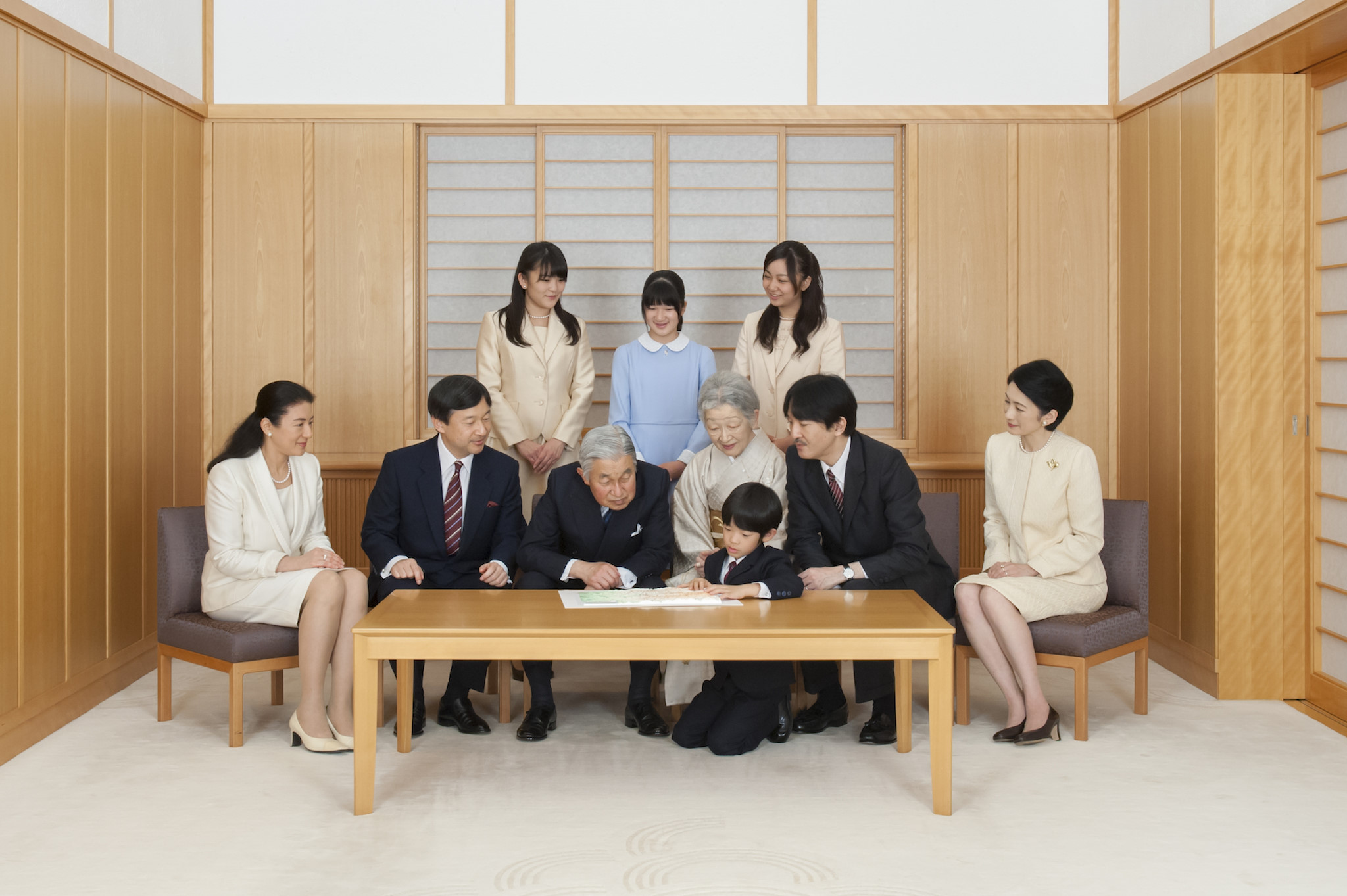
الإمبراطور والإمبراطورة مع عائلتيهما في نوفمبر 2013

| الحالة        | صورة | اسم                        | ولادة          | زواج           | زواج                        | الذرية                                                                  |
| ------------- | ---- | -------------------------- | -------------- | -------------- | --------------------------- | ----------------------------------------------------------------------- |
| الابن الأول   |      | ناروهيتو، إمبراطور اليابان | 23 فبراير 1960 | 9 يونيو 1993   | أوادا ماساكو                | ايكو، الأميرة توشي                                                      |
| الابن الثاني  |      | فوميهيتو، الأمير أكيشينو   | 30 نوفمبر 1965 | 29 يونيو 1990  | كاواشيما كيكو               | الأميرة ماكو أكيشينو الأميرة كاكو من أكيشينو الأمير هيساهيتو من أكيشينو |
| الابنة الأولى |      | ساياكو كورودا              | 18 أبريل 1969  | 15 نوفمبر 2005 | كورودا يوشيكي (مواليد 1965) |                                                                         |

## الأسلاف

### النسب الأبوي
| النسب الأبوي |
| --- |
| أكيهيتو الأب هو الخط الذي ينحدر من الأب إلى الابن. النسب الأبوي هو المبدأ وراء العضوية في المنازل الملكية، حيث يمكن تتبعه عبر الأجيال، مما يعني أن أكيهيتو هو عضو في البيت الإمبراطوري الياباني. البيت الامبراطوري في اليابان 1. النزول قبل Keitai غير واضح للمؤرخين الحديثين، ولكن تقليديا تعود إلى الوراء إلى الإمبراطور Jimmu 2. الامبراطور Keitai، كاليفورنيا. 450-534 3. الامبراطور كينمي، 509-571 4. الإمبراطور بيداتسو، 538-585 5. الأمير أوشيساكا، كاليفورنيا. 556-؟ ؟ ؟ 6. الامبراطور جومي، 593-641 7. الإمبراطور تينجي، 626–671 8. الأمير شيكي، ؟؟؟ - 716 9. الامبراطور كينين، 709-786 10. الإمبراطور كانمو ‏، 737-806 11. الامبراطور ساغا ‏، 786-842 12. الامبراطور Ninmyō ‏ ، 810-850 13. الامبراطور كوكو ‏، 830-867 14. الإمبراطور أودا ‏، 867-931 15. الامبراطور دايجو، 885-930 16. الامبراطور موراكامي، 926-967 17. الإمبراطور إينيتش ‏، 959-1991 18. الإمبراطور إيتشيو، 980-1011 19. الإمبراطور جو سوزاكو ‏، 1009-1045 20. الإمبراطور جو سانجو ‏، 1034-1073 21. الامبراطور شيراكاوا ‏، 1053–129 22. الامبراطور هوريكاوا ‏، 1079-117 23. الامبراطور توبا ‏، 1103-1156 24. الإمبراطور جو شيراكاوا ‏، 1127-1192 25. الإمبراطور تاكاكورا ‏، 1161-1181 26. الإمبراطور جو توبا ‏، 1180-1239 27. الإمبراطور تسوتشيكيكادو، 1196-1231 28. الإمبراطور جو ساغا ‏، 1220-1272 29. الإمبراطور جو فوكاكوسا ‏، 1243-1304 30. الامبراطور فوشيمي، 1265-1317 31. الإمبراطور جو فوشيمي ‏، 1288-1336 32. الإمبراطور كيجون ‏، 1313–1364 33. الامبراطور سوكو ‏، 1334-1398 34. الأمير يوشيهيتو فوشيمي ‏، 1351-1416 35. الأمير صدفوسا فوشيمي ‏، 1372-1456 36. الإمبراطور جو هانازونو ‏، 1419-1471 37. الإمبراطور جو تسوتشيميكادو، 1442-1500 38. الإمبراطور جو كاشيوابارا ‏، 1464-1526 39. الإمبراطور جو نارا، 1495–1557 40. الإمبراطور أجيماتشي ‏، 1517-1593 41. الأمير ماساهيتو ‏، 1552-1586 42. الإمبراطور جو يزي ‏، 1572-1617 43. الإمبراطور جو ميزونو، 1596-1680 44. الامبراطور ريغن، 1654-1732 45. الإمبراطور هيغاشياما، 1675-1710 46. الأمير ناوهيتو كانين ‏، 1704-1753 47. الأمير سوكيهيتو كانين ‏، 1733-1794 48. الإمبراطور كوكاكو، 1771-1840 49. الامبراطور نينكو، 1800-1846 50. الامبراطور كومى، 1831-1867 51. الإمبراطور ميجي، 1852-1912 52. الامبراطور تايشو، 1879-1926 53. الامبراطور شوى، 1901-1989 54. الامبراطور اكيهيتو، ب. 1933 |

## وصلات خارجية
- أكيهيتو على موقع IMDb (الإنجليزية)
- أكيهيتو على موقع الموسوعة البريطانية (الإنجليزية)
- أكيهيتو على موقع مونزينجر (الألمانية)
- أكيهيتو على موقع إن إن دي بي (الإنجليزية)
- أكيهيتو على موقع قاعدة بيانات الفيلم (الإنجليزية)
- أكيهيتو على موقع أوليمبيديا (الإنجليزية)
- أصحاب الجلالة الإمبراطور الفخري والإمبراطورة الفخرية على موقع وكالة إمبريال هاوس
- مؤتمر صحفي بمناسبة عيد ميلاد صاحب الجلالة (2017)
- نسخة كاملة (بالإنجليزية واليابانية للولايات المتحدة) وصوت mp3 وفيديو بعنوان «لا تفقد الأمل» إلى الأمة على موقع AmericanRhetoric.com

| اكيهيتو البيت الامبراطوري في اليابان مواليد 23 كانون الأول / ديسمبر 1933 |                                               |                |
| الألقاب الملكية                                                          |                                               |                |
| سبقه شووا (هيروهيتو)                                                     | إمبراطور اليابان 7 يناير 1989 - 30 أبريل 2019 | أعقبه ناروهيتو |